# Cyril Dunning
Cyril Edward Dunning (* 20. Februar 1888 in Colby; † 11. Januar 1962  in Peston) war ein englischer Amateur-Fußballer, der für Norwich City als Mittelfeldspieler aktiv war. Er spielte auch Minor Counties Cricket für den Norfolk County Cricket Club.

## Karriere bei Norwich City
Dunning spielte 43 Mal für Norwich in der Southern League und schoss dabei 25 Tore. Außerdem spielte er fünfmal für sie in der United League, einmal ohne Torerfolg in der Norfolk & Suffolk League und einmal, ebenfalls ohne Torerfolg, im FA Cup. Das FA-Cup-Spiel war ereignisreich: ein Erstrundenmatch am 1. Mai 1909 gegen Reading, das vor 15.732 Zuschauern an der Stamford Bridge ausgetragen wurde. Das Spiel wurde von Norwichs damaligem Heimstadion The Nest an einen neutralen Ort verlegt, als sich die Gegner von City darüber beschwerten, dass das Spielfeld von The Nest nicht groß genug war.

## Internationale Karriere
1909 nahm Dunning an einem Testspiel des Südens gegen den Norden teil, bei dem es um die Aufnahme in die englische Amateurfußballnationalmannschaft ging. Er war einer von vier Amateurfußballern im Kader, die für eine Profimannschaft spielten.  Insgesamt schoss Dunning elf Tore in nur vier Spielen für die englischen Amateure, alle im Jahr 1909. Dazu gehören ein Hattrick bei seinem Debüt gegen Deutschland, mit dem er seiner Mannschaft zu einem 9:0-Sieg verhalf, der bis heute die höchste Niederlage der deutschen Geschichte ist, ein Schürrle beim 11:2-Sieg gegen Belgien und zwei Doppelpacks gegen die Niederlande und die Schweiz. Bemerkenswert ist, dass Dunning alle diese 11 Tore innerhalb von nur zwei Monaten, zwischen März und Mai 1909, erzielte. Zusätzlich zu diesen Toren hatte er bereits im Februar in einem inoffiziellen Spiel gegen Wales ein Tor erzielt und seine Mannschaft zu einem 5:2-Sieg geführt.